# Zbylut z Panigrodza

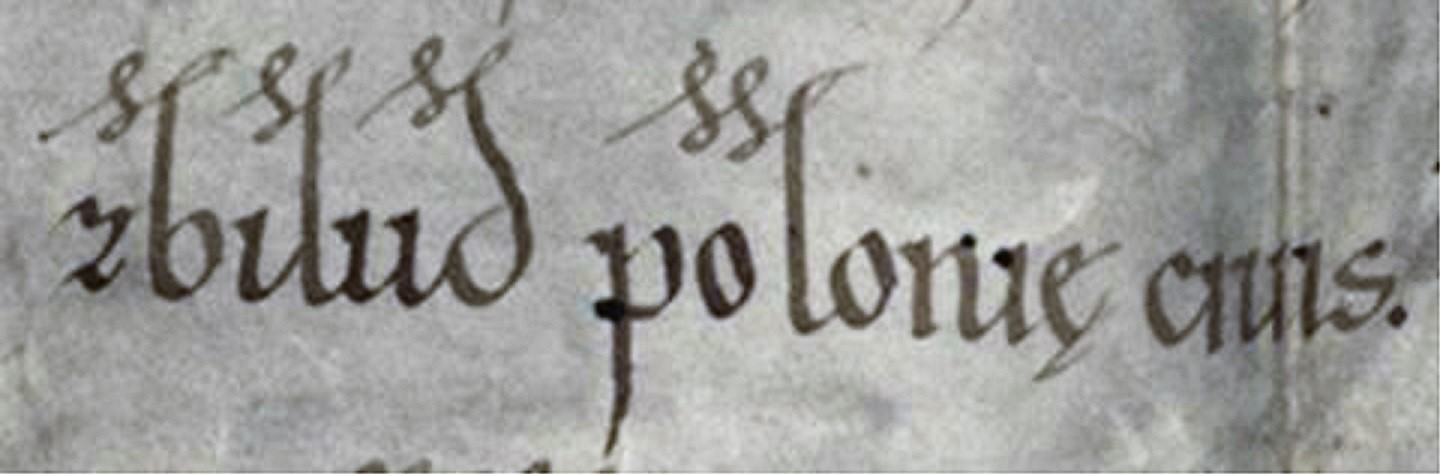
Zbilud polonie civis („Zbylut obywatel Polski”) - najstarszy zapis dotyczący obywatelstwa polskiego i pochodzący z dokumentu fundacji Zbyluta Pałuki

Zbylut Pałuka z Panigrodza (zm. prawdopodobnie 8 maja 1153) – komes, senior rodu Pałuków, fundator pierwszego opactwa cystersów w Polsce, pierwsza osoba, o której napisano obywatel Polski.

## Życiorys
Był spadkobiercą grodów w Łeknie, Panigrodzu, Rgielsku i Pokrzywnicy, bratankiem arcybiskupa gnieźnieńskiego Jakuba ze Żnina. Najstarsze wzmianki o Zbylucie pochodzą z dokumentów, na których wymieniony jest jako świadek. Są to: dokument z 1140 księżnej Salomei z Bergu wystawiony dla Mogilna oraz dokument księcia Mieszka III Starego z 1145 wystawiony dla Trzemeszna.
W 1146 uczestniczył w zjeździe książąt w Gnieźnie, gdzie wspierał synów z drugiego małżeństwa księcia Bolesława III Krzywoustego tzw. juniorów, przeciwko Władysławowi II Wygnańcowi.
Trzy lata wcześniej Zbylut sprowadził na Pałuki niemieckich cystersów z opactwa w Altenbergu, zaś w 1153 ufundował w Łeknie pierwsze na terenie Polski opactwo cysterskie. W dokumencie fundacyjnym opactwa Zbylut nazywa siebie: ego Zbilud Polonie civis („ja Zbylut obywatel Polski”) – ten nietypowy podpis wynikał z fascynacji prawem rzymskim. Ponadto był fundatorem kilku innych kościołów, m.in. w Tarnowie Pałuckim i Mogilnie.
Miał dwóch, nieznanych z imienia, synów, oraz dwóch bratanków, Sławnika Starego i Piotra ze Słupów.